# وولفگانگ برینکمان
وولفگانگ برینکمان (انگلیسی: Wolfgang Brinkmann؛ زادهٔ ۲۳ مه ۱۹۵۰) سوارکار اهل آلمان بود.
وی در مسابقات کشوری و بین‌المللی در مجموع برندهٔ ۱ مدال طلا شده‌است.